# Liste des maires de Tourcoing
La liste des maires de Tourcoing présente la liste des maires de la commune française de Tourcoing, située dans le département du Nord en région Hauts-de-France.

## L'Hôtel de ville

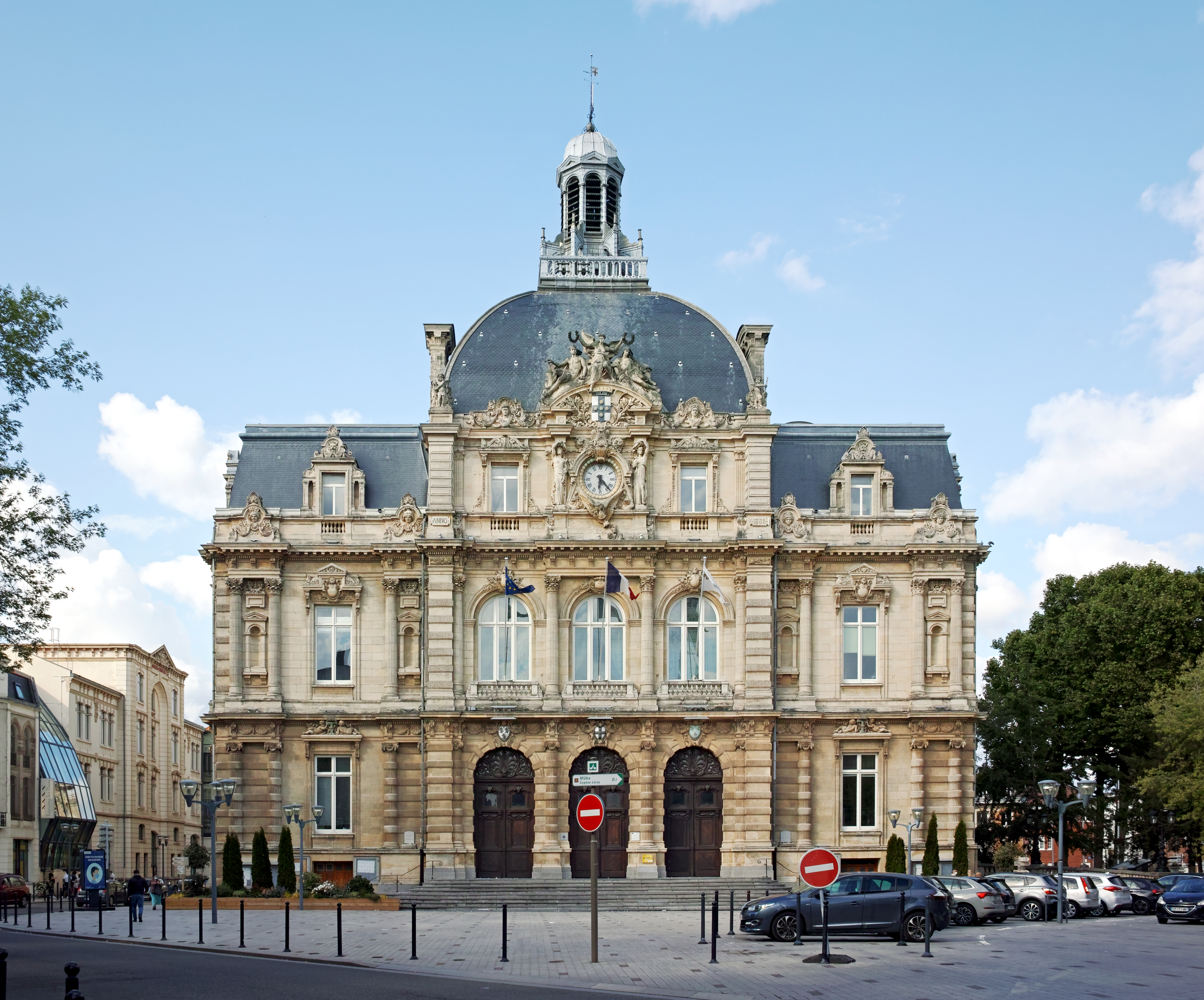
L'Hôtel de ville en 2021.

## Liste des maires

### Entre 1790 et 1944
| Période | Période | Identité                    | Étiquette                      | Qualité |
| ------- | ------- | --------------------------- | ------------------------------ | --- |
| 1790    | 1791    | Louis Desurmont             | Républicain                    | Filateur de coton |
| 1791    | 1792    | Pierre Motte-Florin         | Républicain                    | Conseiller municipal |
| 1792    | 1795    | Louis Desurmont             | Républicain                    | Filateur de coton |
| 1795    | 1798    | Antoine Lehoucq             | Républicain                    | Tisserand |
| 1798    | 1798    | Jean-Baptiste Wattel-Florin | Républicain                    | Tisserand |
| 1798    | 1798    | Antoine Lehoucq             | Républicain                    | Tisserand |
| 1798    | 1799    | Charles Delzenne            | Républicain                    | Conseiller municipal |
| 1799    | 1800    | Philippe-François Suin      | Républicain                    | Négociant |
| 1800    | 1800    | Jean Wattine                | Républicain                    | Architecte Entrepreneur Arpenteur |
| 1800    | 1808    | Louis Desurmont fils        | Républicain                    | Brasseur |
| 1808    | 1816    | Pierre Delahaye             | Républicain                    | Notaire |
| 1816    | 1822    | Fidèle Dewavrin-Frys        | Républicain                    | Fabricant |
| 1822    | 1830    | Laurent Destombes-Roussel   | Monarchiste légitimiste        | Négociant Conseiller général de Tourcoing-Nord (1833 → 1836) |
| 1830    | 1837    | Auguste Cordonnier          | Conservateur catholique        | Négociant |
| 1837    | 1847    | André Delahaye père         | Conservateur catholique        | Notaire |
| 1847    | 1849    | Carlos [ou Charles] Masurel | Républicain                    | Filateur de coton Négociant en laine Conseiller général de Tourcoing-Sud (1848 → 1852) |
| 1852    | 1853    | Louis Wattine               | Républicain                    | Juge de paix Rentier |
| 1853    | 1855    | Carlos [ou Charles] Masurel | Républicain                    | Filateur de coton Négociant en laine Conseiller général de Tourcoing-Sud (1848 → 1852) |
| 1857    | 1871    | Charles Roussel             | Républicain                    | Négociant Conseiller général de Tourcoing-Nord (1871 → 1880) |
| 1871    | 1871    | André Delahaye              | Républicain                    | Notaire |
| 1871    | 1879    | Charles Roussel             | Républicain                    | Négocian Conseiller général de Tourcoing-Nord (1871 → 1880)t |
| 1879    | 1881    | Désiré Debuchy              | Républicain                    | Filateur de coton Fabricant |
| 1881    | 1899    | Victor Hassebroucq          | Libéral rallié à la République | Notaire |
| 1899    | 1919    | Gustave Dron                | Radical                        | Médecin Conseiller général de Tourcoing-Sud (1887 → 1904) Vice-président du conseil général du Nord (1900 → 1902) Député du Nord (1889 → 1914) Commandeur de l'Ordre de Léopold, Chevalier de la Légion d'honneur                                                                          |
| 1919    | 1925    | François Leduc              | Solidarité républicaine        | Médecin |
| 1925    | 1930    | Gustave Dron                | Radical                        | Médecin Conseiller général de Tourcoing-Sud (1887 → 1904) Sénateur du Nord (1924 → 1930) Vice-président de la Chambre des députés Président du conseil supérieur de l’Assistance publique (1922 → ?) Commandeur de l'Ordre de Léopold, Chevalier de la Légion d'honneur Décédé en fonction |
| 1930    | 1930    | Jules Brassart              | Solidarité républicaine        | |
| 1930    | 1935    | Albert Inghels              | SFIO                           | Fileur dans une usine cotonnière Cafetier Employé municipal à Lille Député du Nord (1914 → 1924 et 1932 → 1936) Conseiller général du canton de Tourcoing-Nord-Est |
| 1935    | 1941    | Edmond Salembien            | Radical                        | Industriel |
| 1941    | 1944    | Léon Marescaux              | Gauche radicale                | vice-président de la Chambre de commerce du Nord Conseiller au commerce extérieur |

### Depuis 1944
Depuis la Libération, treize maires se sont succédé à la tête de la commune.
| Période           | Période                        | Identité                  | Étiquette             | Qualité |
| ----------------- | ------------------------------ | ------------------------- | --------------------- | --- |
| octobre 1944      | 1944                           | Louis Paris               | SFIO                  | Négociant en textile, marchand de journaux Président de la délégation municipale |
| 1944              | octobre 1947                   | Fernand Lamblin           | PRRRS                 | Industriel Comité de libération nationale |
| octobre 1947      | mars 1954                      | Louis Paris               | SFIO                  | Négociant en textile, marchand de journaux Démissionnaire |
| mars 1954         | juillet 1955                   | René Debesson             | SFIO                  | Professeur honoraire Sénateur du Nord (1973 → 1979) Conseiller régional du Nord-Pas-de-Calais (1973 → 1979) Démissionnaire |
| juillet 1955      | mars 1959                      | Louis Paris               | SFIO                  | Négociant en textile, marchand de journaux Conseiller général de Tourcoing-Nord-Est (1955 → 1961) |
| mars 1959         | mars 1977                      | René Lecocq               | UNR puis UDR puis RPR | Professeur d'anglais et de lettres Conseiller général de Tourcoing-Sud (1964 → 1976) |
| mars 1977         | 28 juillet 1979                | Guy Chatiliez (1922-1979) | PS                    | Journaliste à Nord Éclair Conseiller régional (1973 → 1979) Décédé en fonction |
| août 1979         | mars 1983                      | Maurice Devloo            | PS                    | Chef de service à la CPAM de Tourcoing |
| mars 1983         | mars 1989                      | Stéphane Dermaux          | UDF-PR                | Directeur commercial Député du Nord (1986 → 1988) Député européen (1988 → 1989) Conseiller général de Tourcoing-Sud (1976 → 1988) |
| mars 1989         | mars 2008,                     | Jean-Pierre Balduyck      | PS                    | Salarié textile, syndicaliste Député du Nord (10e circ.) (1988 → 1993 puis 1997 → 2002) Conseiller général de Tourcoing-Nord-Est (1979 → 1985) Vice-président du conseil général Vice-président de LMCU (2002 → 2008)                                                                            |
| mars 2008         | 4 avril 2014                   | Michel-François Delannoy  | PS                    | Assistant parlementaire Conseiller général de Tourcoing-Nord-Est (1998 → 2010) Conseiller régional du Nord-Pas-de-Calais (2010 → 2015) Vice-président de LMCU (2008 → 2014) |
| 4 avril 2014,     | septembre 2017                 | Gérald Darmanin           | UMP-LR puis LREM      | Ministre de l'Action et des Comptes publics (2017 → 2020) Député du Nord (10e circ.) (2012 → 2016) Conseiller régional des Hauts-de-France (2016 → ) Vice-président du conseil régional (2016 → 2017) Vice-président de la MEL (2014 → 2017) Démissionnaire lors de sa nomination comme ministre |
| 9 septembre 2017  | 24 janvier 2019                | Didier Droart             | LR                    | Pâtissier retraité Décédé en fonction |
| 7 février 2019,   | 23 mai 2020                    | Jean-Marie Vuylsteker     | LR                    | Retraité |
| 23 mai 2020       | 3 septembre 2020               | Gérald Darmanin           | LREM                  | Ministre de l'Action et des Comptes publics (2017 → 2020) Ministre de l'Intérieur (2020 →) Démissionnaire |
| 13 septembre 2020 | En cours (au 21 novembre 2023) | Doriane Bécue             | DVD                   | Infirmière libérale, ancienne adjointe aux affaires sociales Conseillère départementale de Tourcoing-2 (2015 → ) Vice-présidente du conseil départemental (2015 → ) |

## Conseil municipal actuel
Les 53 sièges composant le conseil municipal de Tourcoing ont été pourvus le 15 mars 2020 lors du premier tour de scrutin. Actuellement, il est réparti comme suit : 

## Résultats des élections municipales

### Élection municipale de 2020
|                                                          | Gérald Darmanin *        | UC (LREM)                | 9 592  | 60,88  | 46 | 13 |  |  |
| Le choix de Tourcoing avec Gérald Darmanin               |                          |                          | 9 592  | 60,88  | 46 | 13 |  |  |
|                                                          | Franck Talpaert          | DVG-PS                   | 1 698  | 10,77  | 3  | 1  |  |  |
| Ambition commune Tourcoing 2020                          |                          |                          | 1 698  | 10,77  | 3  | 1  |  |  |
|                                                          | Katy Vuylsteker          | EÉLV                     | 1 450  | 9,20   | 2  | 0  |  |  |
| Tourcoing vert demain                                    |                          |                          | 1 450  | 9,20   | 2  | 0  |  |  |
|                                                          | Rémi Meurin,             | RN-PCD                   | 1 323  | 8,39   | 2  | 0  |  |  |
| Unis pour Tourcoing                                      |                          |                          | 1 323  | 8,39   | 2  | 0  |  |  |
|                                                          | Maurice Devloo           | DVG-LFI-PCF-G.s          | 649    | 4,11   | 0  | 0  |  |  |
| Tourcoing solidaire et engagée                           |                          |                          | 649    | 4,11   | 0  | 0  |  |  |
|                                                          | William Roger            | DVG                      | 429    | 2,72   | 0  | 0  |  |  |
| Résistance populaire                                     |                          |                          | 429    | 2,72   | 0  | 0  |  |  |
|                                                          | Mansour Néchaf           | DVG                      | 353    | 2,24   | 0  | 0  |  |  |
| Tourcoing pour tous, tous pour Tourcoing                 |                          |                          | 353    | 2,24   | 0  | 0  |  |  |
|                                                          | Christophe Charlon       | EXG (LO)                 | 259    | 1,64   | 0  | 0  |  |  |
| Lutte ouvrière - faire entendre le camp des travailleurs |                          |                          | 259    | 1,64   | 0  | 0  |  |  |
|                                                          |                          |                          |        |        |    |    |  |  |
| Votes valides                                            | Votes valides            | Votes valides            | 15 753 | 97,40  |    |    |  |  |
| Votes blancs                                             | Votes blancs             | Votes blancs             | 176    | 1,09   |    |    |  |  |
| Votes nuls                                               | Votes nuls               | Votes nuls               | 245    | 1,51   |    |    |  |  |
| Total                                                    | Total                    | Total                    | 16 174 | 100,00 | 53 | 14 |  |  |
| Abstentions                                              | Abstentions              | Abstentions              | 47 554 | 74,62  |    |    |  |  |
| Inscrits / participation                                 | Inscrits / participation | Inscrits / participation | 63 728 | 25,38  |    |    |  |  |
| * Liste du maire sortant                                 |                          |                          |        |        |    |    |  |  |

### Élection municipale de 2014
| Tête de liste                                   | Tête de liste              | Liste            | Premier tour | Premier tour | Second tour | Second tour | Sièges | Sièges |
| Tête de liste                                   | Tête de liste              | Liste            | Voix         | %            | Voix        | %           | CM     | CC     |
| ----------------------------------------------- | -------------------------- | ---------------- | ------------ | ------------ | ----------- | ----------- | ------ | ------ |
|                                                 | Michel-François Delannoy * | PS-PCF-EELV (UG) | 10 849       | 39,24        | 13 301      | 43,42       | 11     | 3      |
| Un avenir pour chacun, une force pour Tourcoing |                            |                  | 10 849       | 39,24        | 13 301      | 43,42       | 11     | 3      |
|                                                 | Gérald Darmanin            | UMP-UDI (UD)     | 10 419       | 37,69        | 13 972      | 45,61       | 39     | 10     |
| Vive Tourcoing avec Gérald Darmanin             |                            |                  | 10 419       | 37,69        | 13 972      | 45,61       | 39     | 10     |
|                                                 | Jean-François Bloc         | FN               | 4 843        | 17,52        | 3 358       | 10,96       | 3      | 0      |
| Tourcoing bleu Marine                           |                            |                  | 4 843        | 17,52        | 3 358       | 10,96       | 3      | 0      |
|                                                 | William Roger              | EXG              | 1 107        | 4,00         |             |             |        |        |
| Front de résistance populaire de gauche         |                            |                  | 1 107        | 4,00         |             |             |        |        |
|                                                 | Oueb Leuchi                | SE               | 426          | 1,54         |             |             |        |        |
| Tourcoing c'est vous                            |                            |                  | 426          | 1,54         |             |             |        |        |
|                                                 |                            |                  |              |              |             |             |        |        |
| Inscrits                                        | Inscrits                   | Inscrits         | 63 567       | 100,00       | 63 568      | 100,00      |        |        |
| Abstentions                                     | Abstentions                | Abstentions      | 35 031       | 55,11        | 32 176      | 50,62       |        |        |
| Votants                                         | Votants                    | Votants          | 28 536       | 44,89        | 31 392      | 49,38       |        |        |
| Blancs et nuls                                  | Blancs et nuls             | Blancs et nuls   | 892          | 3,13         | 761         | 2,42        |        |        |
| Exprimés                                        | Exprimés                   | Exprimés         | 27 644       | 96,87        | 30 631      | 97,58       |        |        |
| * Liste du maire sortant                        |                            |                  |              |              |             |             |        |        |

### Élection municipale de 2008
|                         | Michel-François Delannoy | PS-PCF-Verts (UG) | 14 898 | 53,58  | 41 |  |  |  |
| Une nouvelle force      |                          |                   | 14 898 | 53,58  | 41 |  |  |  |
|                         | Christian Vanneste       | UMP (MAJ)         | 8 539  | 30,71  | 8  |  |  |  |
| Avec Christian Vanneste |                          |                   | 8 539  | 30,71  | 8  |  |  |  |
|                         | Michel Van Tichelen      | MoDem             | 2 352  | 8,46   | 2  |  |  |  |
| Toutes nos forces       |                          |                   | 2 352  | 8,46   | 2  |  |  |  |
|                         | Christian Baeckeroot     | EXD (ex-FN)       | 2 018  | 7,26   | 2  |  |  |  |
| Les français d'abord    |                          |                   | 2 018  | 7,26   | 2  |  |  |  |
|                         |                          |                   |        |        |    |  |  |  |
| Inscrits                | Inscrits                 | Inscrits          | 61 666 | 100,00 |    |  |  |  |
| Abstentions             | Abstentions              | Abstentions       | 33 225 | 53,88  |    |  |  |  |
| Votants                 | Votants                  | Votants           | 28 441 | 46,12  |    |  |  |  |
| Blancs ou nuls          | Blancs ou nuls           | Blancs ou nuls    | 634    | 2,23   |    |  |  |  |
| Exprimés                | Exprimés                 | Exprimés          | 27 807 | 97,77  |    |  |  |  |

### Élection municipale de 2001
| Tête de liste            | Tête de liste          | Liste                  | Premier tour | Premier tour | Second tour | Second tour | Sièges | Sièges |
| Tête de liste            | Tête de liste          | Liste                  | Voix         | %            | Voix        | %           | CM     |        |
| ------------------------ | ---------------------- | ---------------------- | ------------ | ------------ | ----------- | ----------- | ------ | ------ |
|                          | Jean-Pierre Balduyck * | PS-PCF-PRG (G. pl.)    | 10 736       | 38,32        | 13 069      | 44,92       | 39     |        |
|                          | Simone Scharly         | Verts                  | 2 205        | 7,87         | 13 069      | 44,92       | 39     |        |
|                          | Christian Vanneste     | RPR-UDF-DL-GE (Un. d.) | 8 286        | 29,57        | 11 565      | 39,75       | 10     |        |
|                          | Christian Baeckeroot   | FN                     | 5 752        | 20,53        | 4 461       | 15,33       | 4      |        |
|                          | André Hibon            | RPF                    | 1 038        | 3,70         |             |             |        |        |
|                          |                        |                        |              |              |             |             |        |        |
| Inscrits                 | Inscrits               | Inscrits               | 57 694       | 100,00       | 57 694      | 100,00      |        |        |
| Abstentions              | Abstentions            | Abstentions            | 28 638       | 49,64        | 27 832      | 48,24       |        |        |
| Votants                  | Votants                | Votants                | 29 056       | 50,36        | 29 862      | 51,76       |        |        |
| Blancs ou nuls           | Blancs ou nuls         | Blancs ou nuls         | 1 039        | 3,57         | 767         | 2,57        |        |        |
| Exprimés                 | Exprimés               | Exprimés               | 28 017       | 96,42        | 29 095      | 97,43       |        |        |
| * Liste du maire sortant |                        |                        |              |              |             |             |        |        |

### Élection municipale de 1995
| Tête de liste                             | Tête de liste          | Liste          | Premier tour | Premier tour | Second tour | Second tour | Sièges | Sièges |
| Tête de liste                             | Tête de liste          | Liste          | Voix         | %            | Voix        | %           | CM     |        |
| ----------------------------------------- | ---------------------- | -------------- | ------------ | ------------ | ----------- | ----------- | ------ | ------ |
|                                           | Jean-Pierre Balduyck * | PS-PCF (UG)    | 11 136       | 34,50        | 13 270      | 36,82       | 37     |        |
| Unis pour tous les Tourquennois           |                        |                | 11 136       | 34,50        | 13 270      | 36,82       | 37     |        |
|                                           | Patrick Delnatte       | RPR-UDF (UD)   | 10 667       | 33,04        | 12 334      | 34,22       | 9      |        |
| Pour les Tourquennois, le vrai changement |                        |                | 10 667       | 33,04        | 12 334      | 34,22       | 9      |        |
|                                           | Christian Baeckeroot   | FN             | 10 479       | 32,46        | 10 441      | 28,97       | 7      |        |
| À Tourcoing, les Français d'abord         |                        |                | 10 479       | 32,46        | 10 441      | 28,97       | 7      |        |
|                                           |                        |                |              |              |             |             |        |        |
| Inscrits                                  | Inscrits               | Inscrits       | 55 130       | 100,00       | 55 130      | 100,00      |        |        |
| Abstentions                               | Abstentions            | Abstentions    | 22 173       | 40,22        | 18 552      | 33,65       |        |        |
| Votants                                   | Votants                | Votants        | 32 957       | 59,78        | 36 578      | 66,35       |        |        |
| Blancs ou nuls                            | Blancs ou nuls         | Blancs ou nuls | 675          | 2,05         | 533         | 1,46        |        |        |
| Exprimés                                  | Exprimés               | Exprimés       | 32 282       | 97,95        | 36 045      | 98,54       |        |        |
| * Liste du maire sortant                  |                        |                |              |              |             |             |        |        |

### Élection municipale de 1989
| Tête de liste            | Tête de liste          | Liste        | Premier tour | Premier tour | Second tour | Second tour | Sièges | Sièges |
| Tête de liste            | Tête de liste          | Liste        | Voix         | %            | Voix        | %           | CM     |        |
| ------------------------ | ---------------------- | ------------ | ------------ | ------------ | ----------- | ----------- | ------ | ------ |
|                          | Jean-Pierre Balduyck   | PS-MRG       | 13 171       | 36,90        | 16 761      | 44,82       | 39     |        |
|                          | Stéphane Dermaux *     | UDF-RPR (UD) | 11 081       | 31,04        | 15 144      | 40,50       | 11     |        |
|                          | Christian Baeckeroot   | FN           | 5 727        | 16,04        | 5 487       | 14,67       | 3      |        |
|                          | Didier Droart          | RPR diss.    | 2 744        | 7,68         |             |             |        |        |
|                          | Claude Demoustier      | PCF          | 1 700        | 4,76         |             |             |        |        |
|                          | Michel-Antoine Callens | Les Verts    | 1 265        | 3,54         |             |             |        |        |
|                          |                        |              |              |              |             |             |        |        |
| Inscrits                 | Inscrits               | Inscrits     | 53 046       | 100,00       | 53 046      | 100,00      |        |        |
| Abstentions              | Abstentions            | Abstentions  | 16 412       | 30,93        | 14 939      | 28,16       |        |        |
| Votants                  | Votants                | Votants      | 36 634       | 69,07        | 38 107      | 71,84       |        |        |
| Nuls                     | Nuls                   | Nuls         | 946          | 1,78         | 715         | 1,35        |        |        |
| Exprimés                 | Exprimés               | Exprimés     | 35 688       | 67,28        | 37 392      | 70,49       |        |        |
| * Liste du maire sortant |                        |              |              |              |             |             |        |        |

### Élection municipale de 1983
|             | Stéphane Dermaux | UDF-RPR-DVD (Un. opp.) | 21 314 | 51,32  | 41 |  |  |  |
|             | Christian Odoux  | PS-PCF (Un. g.)        | 15 820 | 38,09  | 10 |  |  |  |
|             | M. Carton        | DVD                    | 2 212  | 5,32   | 1  |  |  |  |
|             | Théodore Ciuch   | DVD (Centriste)        | 2 181  | 5,25   | 1  |  |  |  |
|             |                  |                        |        |        |    |  |  |  |
| Inscrits    | Inscrits         | Inscrits               | 55 281 | 100,00 |    |  |  |  |
| Abstentions | Abstentions      | Abstentions            | 12 422 | 22,47  |    |  |  |  |
| Votants     | Votants          | Votants                | 42 859 | 77,53  |    |  |  |  |
| Nuls        | Nuls             | Nuls                   | 1 332  | 2,41   |    |  |  |  |
| Exprimés    | Exprimés         | Exprimés               | 41 527 | 75,12  |    |  |  |  |

### Élection municipale de 1977
| Tête de liste | Tête de liste   | Liste           | Premier tour | Premier tour | Second tour | Second tour | Sièges | Sièges |
| Tête de liste | Tête de liste   | Liste           | Voix         | %            | Voix        | %           | CM     |        |
| ------------- | --------------- | --------------- | ------------ | ------------ | ----------- | ----------- | ------ | ------ |
|               | Guy Chatiliez   | PS-PCF (Un. g.) | 18 875       | 42,56        | 23 365      | 52,15       | 31     |        |
|               | Henri Blary     | RPR (Maj.)      | 18 232       | 41,11        | 21 435      | 47,85       |        |        |
|               | Edmond Lehembre | CDS (Cent.)     | 7 233        | 16,31        |             |             |        |        |
|               |                 |                 |              |              |             |             |        |        |
| Inscrits      | Inscrits        | Inscrits        | 54 628       | 100,00       | 54 628      | 100,00      |        |        |
| Abstentions   | Abstentions     | Abstentions     | 9 270        | 16,97        | -           | -           |        |        |
| Votants       | Votants         | Votants         | 45 358       | 83,03        | -           | -           |        |        |
| Nuls          | Nuls            | Nuls            | 1 018        | 1,86         | -           | -           |        |        |
| Exprimés      | Exprimés        | Exprimés        | 44 340       | 81,16        | 44 800      | 82,01       |        |        |

### Élection municipale de 1971
|                                                 | René Lecocq *        | UDR-RI-Rad.-Cent. (Maj.) | 21 809 | 54,25  | 37 |  |  |  |
| Union pour la défense des intérêts de Tourcoing |                      |                          | 21 809 | 54,25  | 37 |  |  |  |
|                                                 | Louis Paris          | PS-DVG                   | 9 032  | 22,47  |    |  |  |  |
| Union des socialistes et démocrates             |                      |                          | 9 032  | 22,47  |    |  |  |  |
|                                                 | Jacques Coru         | PCF                      | 6 684  | 16,63  |    |  |  |  |
| Liste du Parti communiste                       |                      |                          | 6 684  | 16,63  |    |  |  |  |
|                                                 | Jean-Pierre Balduyck | PSU                      | 2 672  | 6,65   |    |  |  |  |
| Liste d'union populaire                         |                      |                          | 2 672  | 6,65   |    |  |  |  |
|                                                 |                      |                          |        |        |    |  |  |  |
| Inscrits                                        | Inscrits             | Inscrits                 | 52 521 | 100,00 |    |  |  |  |
| Abstentions                                     | Abstentions          | Abstentions              | 10 967 | 20,88  |    |  |  |  |
| Votants                                         | Votants              | Votants                  | 41 554 | 79,12  |    |  |  |  |
| Nuls                                            | Nuls                 | Nuls                     | 1 357  | 2,58   |    |  |  |  |
| Exprimés                                        | Exprimés             | Exprimés                 | 40 197 | 76,53  |    |  |  |  |
| * Liste du maire sortant                        |                      |                          |        |        |    |  |  |  |